# Harveng
Harveng [aʁvɑ̃] est un village sis à une dizaine de kilomètres au sud de la ville de Mons, en Belgique. Administrativement il est rattaché à la ville et commune de Mons (Province de Hainaut, dans la Région wallonne. C'était une commune à part entière avant la fusion des communes de 1977.

## Toponymie
Le nom d'Harveng vient de l’ancien germanique harwinja-, dérivé de harwa qui signifiait « aigre, âpre ».

## Évolution démographique
- Sources : INS, Rem. : 1831 jusqu'en 1970 = recensements, 1976 = nombre d'habitants au 31 décembre.

## Histoire

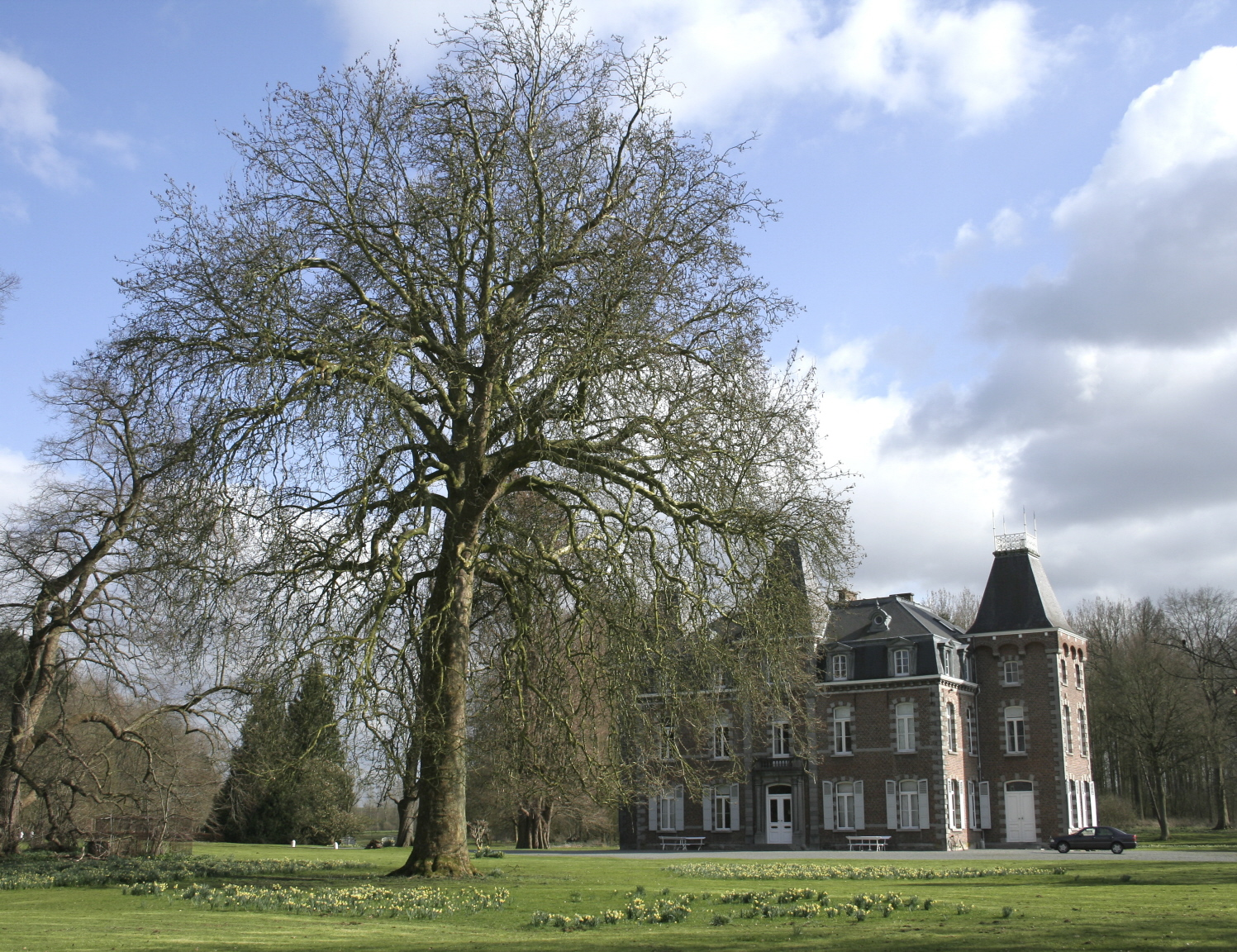
Le château de Marchienne et son parc
.

D'occupation très ancienne le village est resté essentiellement agricole, malgré la proximité de la ville de Mons. Certains vont travailler à Quévy ou Harmignies. 

## Patrimoine et culture

### Patrimoine architectural

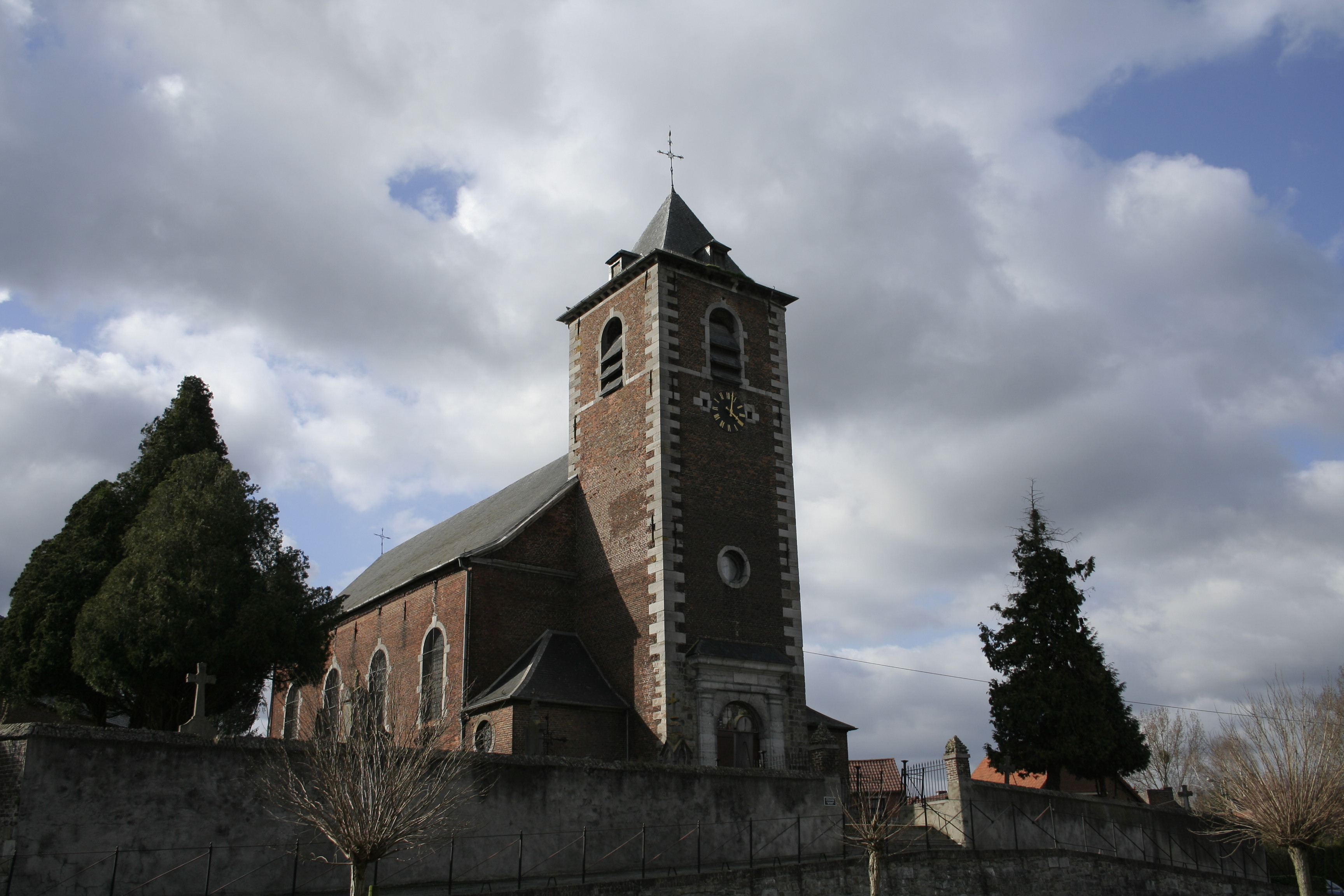
L'église Saint-Martin (1780).

- Le château de Harveng fut construit en 1785 et rénové en 1930.
- L'église Saint-Martin, de style classique fut construite en 1780.
- Le château de Marchienne.
- Un cyprès chauve remarquable dans le parc du château, route d'Harmignies.

## Liste des bourgmestres de 1830 à 1977
- Gustave Delaroche de Marchienne (1848).
- André Lux, 1959 à 1977.

## Personnalités
- Philippe de Harveng (mort en 1183), deuxième abbé de Bonne-Espérance.
- Paulin Ladeuze (1870-1940), recteur de l'Université de Louvain.
- André Lux (1926-1994), dernier bourgmestre du village de 1959 à la fusion des communes en Belgique en 1977.
- Bernard Lux (1949-2009), recteur de l'Université de Mons-Hainaut.